# Огнян Маринов
Огнян Гергов Маринов е български обществен деец, роден на 18 август 1952 година в гр. София. Висше образование придобива в Полицейската Академия и работи в системата на МВР – секция ЖП транспорт. По-късно завършва допълнително второ висше образование в софийския университет „Св. Климент Охридски“ със специалност „Право“.
Напуска редовете на МВР с чин подполковник. Работил е в системата на Гражданското въздухоплаване, в ръководство на Въздушното движение като главен инспектор по Авиационна сигурност. Има над 1100 публикации на оръжейна и военно-историческа тематика в около 25 български и чуждестранни вестници и списания. Огнян Маринов е автор на няколко самостоятелни книги и отделно в съавторство на още една. Има издадени и над 20 брошури на оръжейна и историческа тематика.
Член е и един от съоснователите заедно с Джоко Росич през 1991 г. на софийския клуб „Традиция“, по-късно председател на националното дружество „Традиция“. Преминава през всички организационни нива на дружеството. В края на ноември 2017 г. на общо годишно отчетно-изборно събрание на дружество „Традиция“ е избран за негов председател.

## Научни публикации
- Неизвестните оръжия на Райха, 1994 г.;
- Искрово европейско оръжие, София. 1995 г.;
- Бронираният юмрук на Третия райх, Пропелер, София. 1998 г.;
- Немското стрелково оръжие, Проплер '92, София. 1998 г.;
- Леките картечници до втората световна война, Клуб Оръжие, София. 1999 г.;
- Зенитните средства на Третия райх, Еър Груп, 2000, София. 2000 г.;
- Летящите самураи, Ваелит, София. 2000 г.;
- Свръхтежка и реактивна артилерия на Вермахта, Еър Груп, 2000, София. 2000 г.;
- Трофейни пистолети и револвери в Третия райх, Еър Груп, 2000, София. 2000 г.

## В съавторство
- Иван Мечков, Огнян Маринов. Въздушно-десантните операции срещу Третия райх, Еър Груп 2000, София. 2000 г.